# 劉濬
劉 濬（りゅう しゅん、元嘉6年（429年）- 元嘉30年5月24日（453年6月16日））は、南朝宋の皇族。始興王。文帝劉義隆の次男。字は休明。小名は虎頭。

## 経歴
文帝と潘淑妃のあいだの子として生まれた。文化を好み、美少年と名高かった。元嘉13年（436年）、始興王に封じられた。元嘉16年（439年）2月、都督湘州諸軍事・後将軍・湘州刺史に任じられた。閏月、使持節・都督南豫豫司雍并五州諸軍事・南豫州刺史に転じた。元嘉17年（440年）12月、揚州刺史となった。元嘉19年（442年）、後将軍から退任した。元嘉21年（444年）7月、散騎常侍の位を加えられ、中軍将軍の号を受けた。
元嘉22年（445年）、呉興郡の水害に対する対策として水路を開削する上申をおこない、認められたが、成果は出なかった。
元嘉26年（449年）、使持節・都督南徐兗二州諸軍事・征北将軍・開府儀同三司・南徐兗二州刺史として出向した。元嘉28年（451年）、瓜歩山に築城し、南兗州刺史の任を解かれた。
劉濬の母の潘淑妃は文帝に深く寵愛を受けたが、かつて嫉妬深い皇后袁斉嬀の嫉視を避けるために意を曲げて皇太子劉劭に仕えるようになった。劉濬は異母妹の海塩公主と私通するなど、不祥事が多く、文帝の叱責をよく受けていた。劉濬は劉劭と結んで文帝を呪う巫蠱をおこなった。巫蠱事件は元嘉29年（452年）7月に発覚して、劉劭と劉濬の立場は危うくなった。元嘉30年（453年）1月、劉濬は都督荊雍益梁寧南北秦七州諸軍事・衛将軍・開府儀同三司・荊州刺史・領護南蛮校尉に任じられた。2月、劉劭が文帝を殺害すると、劉濬は石頭に向かった。まもなく劉劭からの召還を受けると、劉濬は朱法瑜や王慶らの諫めも聞かず、建康に入って劉劭に会い、荀赤松らを殺すよう勧めた。3月、驃騎将軍の号を受けた。4月、侍中・中書監・司徒・録尚書六条事に任じられた。
5月、孝武帝の軍が建康を陥落させると、劉濬は南平王劉鑠とともに南方に逃亡したが、越城で江夏王劉義恭に捕らえられて斬首された。

## 妻子

### 妻
- 褚氏（褚湛之の娘）- 離婚した

### 男子
劉濬の3子は斬首されて、遺体を市にさらされた。
- 劉長文、劉長仁、劉長道

## 伝記資料
- 『宋書』巻99 列伝第59
- 『南史』巻14 列伝第4